# Franz Hanreiter
Franz Hanreiter, né le  4 novembre 1913 et mort le 21 janvier 1992, est un joueur de football international autrichien.

## Biographie
Joueur de l'Admira Wacker de Vienne à partir de 1933, il participe aux succès du club autrichien à cette époque (championnat d'Autriche en 1934 et 1936, finaliste de la Coupe Mitropa en 1934), de sorte qu'il fait ses débuts en équipe nationale autrichienne le 14 avril 1935 face à la Tchécoslovaquie. Il réalise une performance particulièrement remarquée face à l'Espagne, en janvier 1936, au cours de laquelle il inscrit les deux derniers buts du match (victoire 5-4 des Autrichiens).
En 1936, Franz Hanreiter part en France et signe au FC Rouen, promu en première division, aux côtés des attaquants internationaux français Jean Nicolas et Roger Rio. Il reste deux saisons, pendant lesquelles le club normand joue le haut du tableau. 
En 1938, Hanreiter revient en Autriche, à la suite de la réduction des autorisations de joueurs étrangers dans les clubs français, alors qu'au même moment l'armée allemande annexe l'Autriche (l'Anschluss). Réintégré dans son club d'origine, il remporte le championnat d'Autriche en 1939 et se qualifie ainsi pour le championnat d'Allemagne dont il atteint la finale. La sélection autrichienne ayant été fondue dans la sélection allemande, Hanreiter va être sélectionné à six reprises, de 1940 à 1942, en équipe nationale allemande.
Il est ensuite enrôlé dans les armées nazies et envoyé sur le front de l'Est. La guerre terminée, il est libéré de captivité en décembre 1946 et embrasse une carrière d'entraîneur, notamment au CA Spora Luxembourg et au Floridsdorfer AC.